# 劉一德
劉一德（Liu Yi-te，1960年4月15日—），原名劉育德，臺灣外省人第二代。曾任臺灣團結聯盟黨主席、國大代表，出生在嘉義市，父親籍貫中國湖南邵陽，1949年跟隨孫立人將軍的中國青年軍抵臺。

## 經歷
劉一德曾任台灣團結聯盟副秘書長。嘉義高中、台大政治系畢業，淡江大學中國大陸研究所結業。1980年代台灣學生運動領導人，曾參加當時的在野黨中國青年黨、主編《在野論壇》雜誌。當兵期間被蔣經國政府誣控「秘密結社」，退伍後發動「南工北學」串連勞工運動與學生運動。1981年，劉一德是主張普通選舉及言論自由的「大論五人小組」一員，其他四名成員是李文忠、賴勁麟、王增齊、楊金嚴。在民主進步黨建黨後，劉一德加入民進黨，曾在1991年、1995年當選民進黨國民大會代表；結合中國國民黨部份國民大會代表，成功延長國代任期，「終結國民大會」。
2001年7月26日，民進黨籍台北市議員王世堅以新台幣1,000元出讓《自立晚報》給中醫師兼綠色和平電台董事長張福泰，張福泰接任《自立晚報》董事長，劉一德接任《自立晚報》社長。2001年及2004年，劉一德於民進黨立法委員初選失敗，時任民進黨組織部主任，敗給鄭鎮，沒有代表民進黨參選立法委員。2004年8月，劉一德在台灣團結聯盟邀請下，參與立法委員選舉，但落選告終。
2007年9月3日，台灣團結聯盟中央執行委員會通過，原定於臺北縣第一選舉區參選區域立法委員的劉一德改在臺北縣第三選舉區參選，對上民進黨徵召於臺北縣第三選舉區參選區域立法委員的歌手天，劉一德說：
民進黨徵召余天參選，不只台灣團結聯盟驚訝，地方也反彈，找歌手參選立法委員「牛頭不對馬嘴」，而且余天對民主運動的貢獻與台灣立場的理念幾近於零。
2008年1月，余天當選，劉一德落選。
2009年1月23日，劉一德於中評社受訪時評論：
陳水扁家庭密帳案爆發後，陳水扁的表現與態度比案情本身更惡劣，陳水扁嚴重傷害台灣的價值，讓後代子孫分不清楚是非，更害慘了台灣獨立運動。
過去許多前輩用生命搞台灣獨立運動，經過陳水扁這麼一騙，台灣獨立運動已經被陳水扁搞臭了，以後誰都不知道會不會出現“陳水扁第二”。
2005年修憲一次（立委席次減半運動），台灣的「本土力量」就被修得永遠不能翻身，因為修憲結果（單一選區兩票制）符合國民黨的社會結構，這是李登輝聰明與陳水扁愚蠢的最強烈對比。
民進黨的〈台灣前途決議文〉是「50分台獨」，放棄運動、什麼事也不做了。

陳水扁在《台灣的十字架》中表現的心態是「以為自己是神，神不可能A錢」，但話說回來，陳水扁的行為當然是黑金。
2016年4月16日，台灣團結聯盟舉行黨主席選舉，總投票數144票，劉一德以得票率近六成的85票，勝於台北市議員陳建銘的56票，進而當選黨主席，成為台聯創黨以來第一位非同額競選當選的黨主席。

## 主張
- 劉一德強力反對2005年最後一屆國民大會修憲更改立委選制為單一選區兩票制，認為是泛綠「自殺修憲」，並認為是當時總統陳水扁真正遺臭萬年的大過；2008年立法委員選舉，民進黨慘敗，一度證實其主張。但2016年立法委員選舉，民進黨大勝。
- 劉一德認為選舉應該要「集中開票，混編計票」[7]，這是因為台灣各投/開票所選舉人數少，地方勢力可以利用暗號稽核各選民是否有投給指定人選、很容易威脅利誘選民，並非秘密投票；這也造成泛綠難以制衡泛藍，故必須以「集中開票，混編計票」來破解。
- 2019年11月10日，民進黨秘書長羅文嘉為民進黨立法委員參選人何欣純助選，公開呼籲選民將立法委員選舉政黨票集中投給民進黨、讓民進黨取得立法院過半席次，還說將政黨票投給小黨「最後得票率沒有超過5%，都是浪費」，引發爭議[8][9][10]。同月16日，劉一德表示，沒想到民進黨連政黨票都要全拿，民進黨打壓小黨的言論有如戒嚴時期實施黨禁的國民黨，他決定不出席同月17日民進黨總統候選人蔡英文全國競選總部成立大會[11]。

## 外部連結
| 政党职务      | 政党职务                                             | 政党职务      |
| ------------- | ---------------------------------------------------- | ------------- |
| 台灣團結聯盟  |                                                      |               |
| 前任： 黃昆輝 | 台灣團結聯盟主席 第四屆 2016年4月16日－2024年1月14日 | 繼任： 周倪安 |